# Lalage typica
Lalage typica là một loài chim trong họ Campephagidae. Chúng là loài đặc hữu của Mauritius.